# Parahormius markshawi
Parahormius markshawi är en stekelart som beskrevs av Robert A.Wharton 1993. Parahormius markshawi ingår i släktet Parahormius och familjen bracksteklar. Inga underarter finns listade i Catalogue of Life.